# Inhumans (seriál)
Marvel's Inhumans, či zkráceně Inhumans, je americký superhrdinský televizní seriál společnosti ABC. Seriál vychází z komiksů vydavatelství Marvel Comics. Inhumans se vyskytují v Marvel Cinematic Universe. Seriál produkují ABC Studios a Marvel Television, jeho finančním partnerem je IMAX Corporation a Scott Buck jako showrunner.
Film od Marvel Studios o rase Inhumans, se začal natáčet v roce 2011, tři roky předtím, než bylo v říjnu 2014 oznámeno, že bude 2. listopadu 2018 součástí 3. fáze. Rasa byla poprvé představena v MCU v druhé řadě seriálu Agenti S.H.I.E.L.D. V listopadu bylo oznámeno, že seriál bude částečně natáčen na IMAX digitální kamery. Jedná se o první živě-akční televizní seriále promítaný v kinech IMAX. Do hlavních rolí byli obsazeni Anson Mount spolu se Serindou Swanovou, Iwanem Rheonem, Kenem Leungem, Emou Ikwuakorovou, Isabellou Cornishovou, Mikem Mzenem, Sonyou Balmoresovou a Ellenou Woglomovou. Natáčení seriálu začalo na bývalém Naval Air Station Barbers Point letišti na Havaji v březnu roku 2017.
Seriál se promítal v IMAX kinech od 1. září 2017 po dobu dvou týdnů. Poté následovala premiéra seriálu, která se uskutečnila 29. září 2017 na americké stanici ABC. V České republice se promítal v IMAX Flora od 2. září 2017.
Kvůli nízkému hodnocení a sledovanosti byl seriál stanicí ABC v květnu roku 2018 zrušen po první odvysílané řadě.

## Synopse
Děj je soustředěn kolem Black Bolta, jež je ztvárněn Ansonem Mountem, a ostatních členů Inhuman Royal Family.

## Obsazení

### Hlavní role
- Anson Mount jako Black Bolt: Hlava Inhuman Royal Family a král Attilanu, jehož hlas může při sebemenším šepotu ničit.[4][5]
- Serinda Swan jako Medusa: Manželka Black Bolta a královna Attilanu, která může ovládat své vlasy.[6]
- Ken Leung jako Karnak: Bratranec a nejbližší poradce Black Bolta, který může "vidět chyby ve všech věcech" a působí jako stratég a filozof.[7]
- Eme Ikwuakor jako Gorgon: Bratranec Black Bolta a vůdce armády Attilanu, který může vytvářet seismické vlny ze svého kopyta.[8]
- Isabelle Cornish jako Krystal: Sestra Medusy je nejmladším členem Inhuman Royal Family, úmí ovládat elementy.[8]
- Ellen Woglom jako někdo, kdo pracuje v soukromé letecké společnosti s osobní vášní pro vesmír a věci vztahující se k Měsíci.[8]
- Iwan Rheon jako Maximus: Egocentrický bratr krále, který touží stát se králem a získat schopnosti Inhumans, o které přišel během terrigeneze.[9]

Lockjaw, teleportující se psí společník, se taktéž objeví v seriálu.

### Vedlejší role
- Mike Moh jako Triton: Bratranec Black Bolta, který může žít pod vodou.[8]
- Sonya Balmores jako Auran: Vedoucí královské stráže na Attilanu s divokou loajalitu Black Boltovi.[8]

## Seznam dílů
| Č. v seriálu | Původní název                                    | Režie            | Scénář                          | Premiéra v USA     |
| ------------ | ------------------------------------------------ | ---------------- | ------------------------------- | ------------------ |
| 1-2          | Behold... The InhumansThose Who Would Destroy Us | Roel Reiné       | Scott Buck                      | 29. září 2017      |
| 3            | Divide and Conquer                               | Chris Fisher     | Rick Cleveland                  | 6. října 2017      |
| 4            | Make Way for... Medusa                           | David Straiton   | Wendy West                      | 13. října 2017     |
| 5            | Something Inhuman This Way Comes...              | Kevin Tancharoen | Scott Reynolds                  | 20. října 2017     |
| 6            | The Gentleman's Name is Gorgon                   | Neasa Hardiman   | Charles Murray                  | 27. října 2017     |
| 7            | Havoc in the Hidden Land                         | Chris Fisher     | Quinton Peeples                 | 3. listopadu 2017  |
| 8            | ...And Finally: Black Bolt                       | Billy Gierhart   | Rick Cleveland a Scott Reynolds | 10. listopadu 2017 |

## Produkce

### Vývoj
Film o Inhumans byl poprvé zmíněn v obchodní zprávě v březnu roku 2011. V říjnu 2014 Marvel Studios oficiálně oznámilo, že film bude součástí 3. fáze univerza Marvel Cinematic Universe s datem vydání 2. listopadu 2018. Producent Kevin Feige řekl: "Jsme opravdu přesvědčeni, že z Inhumans může být plnohodnotná série. Mají desítky schopností a mnoho úžasných sociálních struktur. I přes našich dvacet filmů v MCU chceme pokračovat v upřesňování, co to vesmír je." Následujícího prosince byli Inhumans představeni v druhé řadě seriálu Agenti S.H.I.E.L.D. V dubnu 2016 byl film oficiálně odebrán z plánovaných filmových vydání Marvelu, avšak nebyl úplně zrušen. Jed Whedon, výkonný producent a showrunner seriálu Agenti S.H.I.E.L.D., uvedl, že seriál měl "trochu více svobody" a byli tudíž "schopni přidat trochu více" druhů Inhumans do čtvrté řady Agentů S.H.I.E.L.D, včetně případného zavedení některých z "klasických" Inhumans.
V květnu 2016, po zrušení seriálu Agent Carter a přechodu na Marvel's Most Wanted, Channing Dungey, prezident ABC Entertainment, řekl, že Marvel a ABC se dívali po "seriálu, který by byl prospěšný pro obě značky a hnal je kupředu." V listopadu Feige uvedl, že "Inhumans budou určitě. Nevím, kdy. Myslím si, že se to stane v televizi. A myslím si, že jak se dostaneme do 4. fáze, jak jsem vždycky říkal, mohou být jako film." Krátce poté, co Marvel Television a IMAX Corporation oznámily televizní seriál Inhumans produkovaný ve spojení s ABC Studios a vysílaný na ABC, Marvel Studios uvedlo, že postavy se lépe hodí do televize a tím pádem bude lepší seriál než další filmová série. Avšak seriál není určen k přepracování plánovaného filmu, ani jako spin-off Agentů S.H.I.E.L.D. Seriál se částečně odehrává na Měsíci.
IMAX je finančním partnerem seriálu. Ten byl původně osloven Marvelem po úspěšné akci s Hrou o trůny v roce 2015. Protože Marvel byl schopen utratit více na Inhumans než na jiných seriálech, a to zejména pro vizuální efekty, které byly kritizovány v seriálu jako Agenti S.H.I.E.L.D. ABC také doufala, že partnerství s IMAX může přilákat více diváků. Ben Sherwood, prezident Disney–ABC Television Group, popsal dohodu jako "čtyřnásobné vítězství - výhra pro IMAX, výhra pro Marvel, výhra pro ABC Studios a výhra pro ABC" v inovativním způsobu, jak spustit show a získat pozornost ve stále přeplněném filmovém trhu.
Scott Buck, který je showrunnerem amerického seriálu streamovací služby Netflix Iron First, bude taktéž showrunnerem a výkonným producentem seriálu Inhumans. Jeph Loeb a Jim Chory jsou také výkonnými producenty.

### Obsazení
Iwan Rheon byl na konci února 2017 obsazen do role Maximuse. Po něm následoval Anson Mount jako Black Bolt. Na začátku března se do seriálu zapojili Serinda Swanová jako Medusa, Ken Leung jako Karnak, Eme Ikwuakorová jako Gorgon, Isabelle Cornishová jako Krystal, Mike Mz jako Triton, Sonya Balmoresová jako Auran a Ellen Woglomová, jejíž role je zatím neznámá. Téhož měsíce Charles Soule, autor komiksů o Inhumans, uvedl, že v seriálu by se měli objevit i někteří NuHumans.

### Natáčení
Natáčení seriálu začalo 5. března 2017 pod pracovním názvem Project Next ve městě Honolulu. Studiové práce se konají v Kalaeloa na Havaji, na bývalém Naval Air Station Barbers Point letišti. Další natáčení probíhá na Diamond Head. První dva díly seriálu se natáčejí na IMAX digitální kamery pro zvýšení vizuální kvality seriálu. Budou mít premiérový debut na IMAX obrazovkách.
ABC, Marvel a IMAX se rozhodli, že kvůli filmovým daním budou seriál natáčet na Havaji. Nicméně s jediným produkčním studiem na těchto ostrovech s názvem Hawaii Film Studio, které používá seriál Hawaii Five-O, musely být postaveny nové studiové prostory. Havajský státní filmový úřad měl zájem o rozvoj bývalého letiště Naval Air Station Barbers Point do filmového studia, a proto byl začátkem roku 2017 prostor od Navy Region Hawaii pronajat Havajskému oddělení obchodu, hospodářského rozvoje a cestovního ruchu, který komplex přestaví na filmové a výrobní studia. Je očekáváno, že seriál zajistí stovky pracovních míst a bude poskytovat 80 až 100 milionů dolarů ročně na ekonomiku státu. Jean Higgins, který dříve pracoval na Havaji na seriálu Ztraceni jako co-producent, slouží jako producent seriálu Inhumans.

### Vizuální efekty
Mark Kolpack, který pomáhá při vytváření vizuálních efektů pro seriál Agenti S.H.I.E.L.D., řekl, že nebude spolupracovat na seriálu Inhumans kvůli jeho pracovním závazkům se S.H.I.E.L.D.em.

## Vydání

### Uvedení v kinech a vysílání
První dva díly seriálu běžely na více než tisících IMAX obrazovkách. Vysílaly se ve více než 74 zemích od 1. září 2017 po dobu dvou týdnů. V Česku až od 2. září. ABC začalo vysílat seriál každý týden, počínaje od 29. září 2017, přičemž první dva díly obsahovaly exkluzivní obsah mimo verze IMAXU. První řada seriálu se skládá z 8 dílů. Bylo ujištěno, že seriál nebude zasahovat do vydání ostatních filmů univerza MCU a bude mezi nimi plynule vysílán. Mezi tyto filmy patří například Spider-Man: Homecoming a Thor: Ragnarok.